# Microchilus pauciflorus
Microchilus pauciflorus là một loài thực vật có hoa trong họ Lan. Loài này được (Poepp. & Endl.) D.Dietr. mô tả khoa học đầu tiên năm 1852.